# Marplena designina
Marplena designina är en fjärilsart som beskrevs av Lane 1973. Marplena designina ingår i släktet Marplena och familjen sikelvingar. Inga underarter finns listade i Catalogue of Life.